# Чегитун
Чегиту́н (в верховье Омканайваам) — река на Дальнем Востоке России, протекает по территории Чукотского района Чукотского автономного округа.
Длина реки 137 км, площадь бассейна — 4120 км².
Название происходит от эскимос. Сахтук — «выпрямившийся», которое было трансформировано в чук. Чегтун.
Берёт начало в отрогах хребта Айнан на востоке Чукотского полуострова, впадает в Чукотское море на северо-восточном побережье полуострова Дауркина.
Замерзает в октябре и остаётся под ледяным покровом до июня. Питание имеет в основном снеговое.
В водах Чегитуна находятся богатые нерестилища лососевых. Здесь же водится небольшая популяция редкого эндемика — берингийского омуля.
В дельте реки расположено заброшенное село Чегитун. Вблизи поселения обнаружено большое число археологических стоянок, возраст древнейших из которых составляет ок. 2 тыс. лет. В 25 км к северо-западу от устья реки находится мыс Инкигур.
Низовье реки включено в состав участка природно-этнического парка «Берингия».

### Бассейн
Объекты по порядку от устья к истоку ( км от устья: ← левый приток | → правый приток | — объект на реке ):
- Чегитун

← Хребетная (122-й км)
→ Линкультвеем (105-й км)
← Рунливеем (98-й км)
→ Каатапвеем (93-й км)
← Кельхиуэм (91-й км)
← Мелюльуэлькальвеем (73-й км)
← Хэсмымкэн (66-й км)
← Кэсетэвеем (57-й км)
→ Танатап (50-й км)
→ Тагенкытоп (37-й км)
← Путукунэйвеем (30-й км)
← Гунгувеем (26-й км)
← Иккивеем (20-й км)
→ Ветхуваам (13-й км)

## Топографические карты
- Лист карты Q-2-XXI,XXII. Масштаб: 1 : 200 000. Состояние местности на 1972 год. Издание 1987 г.
- Лист карты Q-2-XIII,XIV. Масштаб: 1 : 200 000. Состояние местности на 1971 год. Издание 1987 г.
- Лист карты Q-2-XV,XVI. Масштаб: 1 : 200 000. Состояние местности на 1972 год. Издание 1987 г.